# تپه نم بن
تپه نم بن مربوط به دوره اشکانیان - دوره ساسانیان است و در شهرستان کوهدشت، بخش مرکزی، دهستان گل گل، شمالغرب روستای کمیر مالمیر واقع شده و این اثر در تاریخ ۲۶ اسفند ۱۳۸۷ با شمارهٔ ثبت ۲۶۱۷۲ به‌عنوان یکی از آثار ملی ایران به ثبت رسیده است.